# Temelucha tricolorata
Temelucha tricolorata là một loài tò vò trong họ Ichneumonidae.